# Drepanolejeunea commutata
Drepanolejeunea commutata là một loài Rêu trong họ Lejeuneaceae. Loài này được Grolle & R.L. Zhu mô tả khoa học đầu tiên năm 2000.